# Schwarzenbach an der Saale
Schwarzenbach an der Saale é uma cidade da Alemanha, localizado no distrito de Hof, no estado de Baviera.